# Takeoff/go-around switch
Le takeoff/go-around switch (TO/GA) est un commutateur sur l'automanette des avions de ligne, avec deux modes : décollage (TO) et remise de gaz/go-around (GA). Le mode dépend de la phase de vol ; généralement, durant l'approche finale, le pilote automatique est réglé en mode d'approche. Donc, si le commutateur TO/GA est enfoncé, il active le mode go-around de l'automanette. À l'inverse, lorsque le décollage est réglé en pilote automatique, l'interrupteur active le mode take-off de l'automanette. Dans les avions Boeing, les modes TO/GA sont sélectionnés par un interrupteur séparé, près des manettes des gaz. Pour les avions Airbus, il est activé en poussant les manettes de poussée complètement vers l'avant jusqu'à la position (détente) TO/GA.

## Décollage
Une fois un avion aligné, les pilotes augmentent d'abord la puissance du moteur à 40–60% N1 pour les avions Boeing et 50% N1 pour les Airbus. Ceci empêche le décrochage au décollage en raison du pompage. Une fois la stabilité des moteurs faite, les pilotes appuient sur l'interrupteur TO/GA, ce qui fait avancer automatiquement les manettes de poussée au réglage de puissance approprié (sur Boeing), ou avance manuellement les manettes de poussée vers la détente TO/GA (sur les Airbus),. (Dans les avions Airbus, si la puissance de décollage (Flex temp) déclassée est souhaitée, alors les manettes de poussée sont plutôt avancées jusqu'à la détente FLX/MCT). Dans tous les cas, les régimes moteur augmentent alors pour fournir la puissance de décollage calculée. Les ordinateurs de gestion de vol des avions modernes déterminent la puissance nécessaire aux moteurs pour décoller, en fonction de facteurs tels que la longueur de la piste, la vitesse du vent, la température et, surtout, le poids de l'avion. Dans les avions plus anciens, ces calculs sont effectués par les pilotes avant le décollage. L'avantage d'un tel système est la capacité de réduire l'usure des moteurs en n'utilisant que la puissance nécessaire à l'avion pour qu'il vole à une vitesse stable et sûre.

## Remise des gaz
Le réglage de remise des gaz (ou Go-around en anglais) est utilisé pendant l'approche. Si un pilote constate qu'il est incapable d'atterrir en toute sécurité, ou juge nécessaire de faire une remise des gaz pour une raison quelconque, l'activation de cet interrupteur augmente la puissance de remise des gaz. Plus important encore, le commutateur TO/GA modifie le mode du pilote automatique, de sorte qu'il ne suit plus la pente de descente de l'ILS et qu'il remplace tout mode de manette automatique qui maintiendrait l'avion en configuration d'atterrissage. Dans les avions Airbus, il ne désengage pas le pilote automatique, mais arrête de suivre le guidage du système d'atterrissage aux instruments (ILS) et effectue automatiquement la manœuvre de go-around. Dans une situation d'urgence, l'utilisation d'un commutateur TO/GA est souvent le moyen le plus rapide d'augmenter la poussée pour interrompre un atterrissage.
Avec certains avions, le commutateur TO/GA commande au pilote automatique d'effectuer un modèle d'approche interrompue, si le pilote automatique est programmé pour le faire.